# Борманжинов, Менько Бакарович
Менько Борманжи́нов (1855—1919) — Лама донских калмыков, реформатор буддийского просвещения, меценат.

## Биография
Менько Борманжинов родился в 1855 году на хуторе Хадта Бултуковской сотни (2-я сотня Нижнего улуса, по-калмыцки: Бокшургахна аймак) в многодетной семье зажиточного донского казака-коннозаводчика Бэкре Борманжинова из большого семейного рода Гексляхн, кости хо-меркит.
По обыкновению того времени один из сыновей должен был быть посвященным служению Будде, в знак благодарности за Его к нему благоволения. Менько (третий сын) с 7 лет был отдан в станичный Хурул послушником (манджиком). Числясь послушником, он большую часть времени продолжал находиться дома, а не в хуруле, так как был задействован в большом хозяйстве родителей.
С ранних лет проявлял свои незаурядные умственные способности, научился тибетской грамоте, бегло читал литературу на Тодо Бичиг, проникся буддийской философией.
В 1869—1881 годах он постигает тайны буддизма у досточтимого Очир ламы (Санджи Яванова, старшего бакши Большедербетовского улуса). По окончании учёбы, получив степень гелюнга, он возвращается в ст. Денисовскую, став бакшой в родном Хуруле.
В 1890-е годы неоднократно посещал Тибет, Монголию и Китай. Привозит оттуда собрания буддийских текстов Ганджур и Данджур, первый — издания, известного под названием Деге Паркханг, а второй — Нартанского монастыря.. Занимается активным переводом данных текстов с тибетского на калмыцкий язык. В ходе деятельности открывает, в Денисовском хуруле высшую школу буддийской философии «цаанид», единственную среди хурулов донских калмыков, стремится донести основы учения Будды не только до своих учеников, но и до простых калмыков. Издает более пятнадцати литографий буддийских текстов: оригинальных на тибетском языке и в переводе на калмыцком языке, в том числе в виде брошюр к обязательному изучению в школах. Был необычайно усидчивый и трудолюбивый, многое время проводил над изучением буддийских текстов. Так помимо тибетского богословия, составлявшего его основную специальность, он изучал — тибетскую медицину, астрологию, философию, то есть науки, по преимуществу рекомендуемые к изучению буддийским жрецам (ринпоче). Помимо этого он старался не только поддерживать и ставить на должную высоту обычные курсы для послушников, но и развивать повседневную хурульную жизнь во всех её проявлениях.
В 1901 и 1903 годах избирался главным Ламой донских калмыков.
Свыше двадцати лет Менько Борманжинов служил старшим бакшой своего родного хурула станицы Денисовской и около двадцати лет нёс службу главного Ламы донских калмыков. О его высоком авторитете у мирян и правительственных чиновников говорит тот факт, что ему, в 1908 году, доверено было возглавить делегацию донских калмыков на юбилейные торжества по случаю 300-летия дома Романовых.
На посту Ламы донских калмыков М. Б. Борманжинов находился до своей кончины. Во время гражданской войны поддерживал Белое движение и атамана Краснова. В 1919 году, во время отступления Вооруженных сил юга России, Менько Борманжинов, видимо, заболел тифом в лагере беженцев на Кубани. Дальнейшее походные условия были ему в тягость и он вернулся в Денисовскую, где вскоре умер в родном Хуруле.
Могила Ламы сохранилась до наших дней. Станичники возвели памятный знак в виде субургана, где ежегодно и в наши дни бывают паломники, проводят обряды и молебны, подносят подношения.